# ARCADIA CLIPS
『ARCADIA CLIPS』(アルカディア クリップス)は、2004年9月29日に発売されたJanne Da Arcのビデオ・クリップ集である。

## 概要
- 5thアルバム『ARCADIA』に収録されているシングル5曲のPVと、オフショット、さらに、そのシングルや5thアルバム『ARCADIA』のcm、メンバーチェンジ版のシングル5曲のPVが収録されている。
- これ以降に発売されたシングルにその曲のPVが入っているDVDが付属しているため、実質、Janne Da Arcのビデオ・クリップ集としては、今作が最後である。

## 収録曲
1. FREEDOM (CLIP)
17thシングル。
2. Kiss Me (CLIP)
18thシングル。
3. DOLLS (CLIP)
19thシングル。
4. ROMANC∃ (CLIP)
20thシングル。
5. BLACK JACK (CLIP)
21stシングル。
6. FREEDOM (MAKING)
7. Kiss Me (MAKING)
8. DOLLS (MAKING)
9. ROMANCヨ (MAKING)
10. BLACK JACK (MAKING)
11. FREEDOM (15” ver.) (TV SPOT)
12. FREEDOM (30” ver.) (TV SPOT)
13. Kiss Me (15” ver.) (TV SPOT)
14. Kiss Me (30” ver.) (TV SPOT)
15. DOLLS (15” ver.) (TV SPOT)
16. DOLLS (30” ver.) (TV SPOT)
17. ROMANCヨ (TYPE A : 15” ver.) (TV SPOT)
18. ROMANCヨ (TYPE A : 30” ver.) (TV SPOT)
19. ROMANCヨ (TYPE B : 15” ver.) (TV SPOT)
20. BLACK JACK (15” ver.) (TV SPOT)
21. BLACK JACK (30” ver.) (TV SPOT)
22. ARCADIA (TYPE A : 15” ver.) (TV SPOT)
23. ARCADIA (TYPE A : 30” ver.) (TV SPOT)
24. ARCADIA (TYPE B : 15” ver.) (TV SPOT)
25. ARCADIA (TYPE B : 30” ver.) (TV SPOT)
26. FREEDOM? (ANOTHER CLIP)
27. Kiss Me? (ANOTHER CLIP)
28. DOLLS? (ANOTHER CLIP)
29. ROMANCヨ? (ANOTHER CLIP)
30. BLACK JACK? (ANOTHER CLIP)